# Malmfrid de Kiev
Malmfrid de Kiev (en noruego y danés, Malmfrid Mstislavsdatter; en ruso, Мальмфрида Мстиславна; ca. 1100 - fallecida en la década de 1130) fue una princesa rusa, nacida entre 1095 y 1102, que fue reina consorte de Noruega desde la década de 1110 hasta 1128, y reina consorte de Dinamarca de 1134 a 1137. Snorri Sturluson la menciona en la Saga de los Magnusson como Malmfred Haraldsdatter, hija de Harald Valdemarsson, el nombre con el que era conocido en los países nórdicos Mstislav I de Kiev.
Malmfrid vivió en Nóvgorod. Tenía fuerte ascendencia nórdica por el lado materno y paterno y posiblemente hablaba nórdico antes de llegar a Noruega. Su madre era Cristina Ingesdotter, una princesa sueca hija del rey Inge I de Suecia.
Malmfrid y Sigurd se casaron entre los años 1116 y 1120. El rey contaba con más de veinte años, mientras que ella tenía entre 10 y 15 años. Sigurd había sido casado en su niñez con una princesa irlandesa, pero a la muerte de su padre el rey Magnus III, renunció a ese matrimonio.
Según el Store norske leksikon (Gran enciclopedia noruega), el matrimonio no fue del todo afortunado. Tuvieron una sola hija:
- Cristina (1125-1178). Se casó con el noble Erling Skakke y sería la madre del rey Magnus V de Noruega.

Estando casado con Malmfrid, Sigurd tuvo una amante, Borghild Olafsdatter (n. 1094), y en 1128 anularía su matrimonio para casarse con una mujer de nombre Cecilia.
En 1130 falleció el rey Sigurd, y Malmfrid se fue a Dinamarca, donde esposaría en 1132 a Erik Emune. Erik y Malmfrid se convirtieron en reyes a partir de 1134. Después de ese matrimonio, que no tuvo hijos, no se sabe más de ella. Se cree que murió después del asesinato del rey, acaecido en 1137.